# Richebourg (Haute-Marne)
Richebourg ist eine französische Gemeinde mit 248 Einwohnern (Stand: 1. Januar 2022) im Département Haute-Marne in der Region Grand Est; sie gehört zum Arrondissement Chaumont und zum Kanton Châteauvillain. 

## Geographie
Richebourg liegt etwa zwölf Kilometer südsüdöstlich von Chaumont. Umgeben wird Richebourg von den Nachbargemeinden Semoutiers-Montsaon im Norden, Chaumont und Neuilly-sur-Suize im Nordosten, Foulain im Osten, Leffonds im Südosten, Bugnières im Südosten und Süden, Arc-en-Barrois im Süden, Cour-l’Évêque im Südwesten, Châteauvillain im Westen sowie Blessonville im Nordwesten.

## Bevölkerungsentwicklung
| Jahr                       | 1962 | 1968 | 1975 | 1982 | 1990 | 1999 | 2006 | 2019 |
| Einwohner                  | 293  | 271  | 257  | 246  | 249  | 284  | 277  | 262  |
| Quellen: Cassini und INSEE |      |      |      |      |      |      |      |      |

## Sehenswürdigkeiten
- Kirche Saint-Nicolas, Monument historique[1]

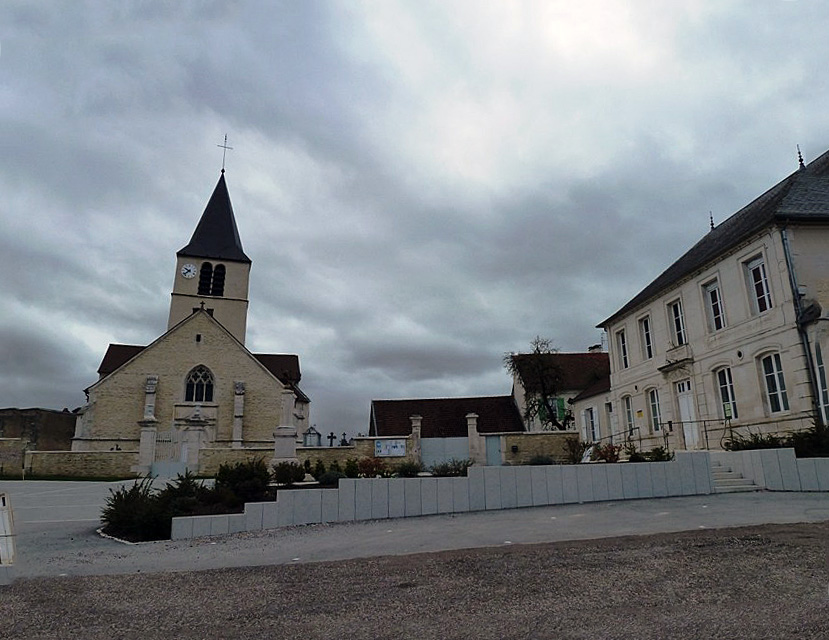
Kirche Saint-Nicolas

## Belege
1. ↑  Eintrag Nr. PA00079199 in der Base Mérimée des französischen Kulturministeriums (französisch)